# Nithya Menen
Pour les articles homonymes, voir Menen.
Nithya Menen, née le 8 avril 1988 à Bangalore (Karnataka), est une actrice et chanteuse indienne qui travaille principalement dans des films en malayalam, télougou, tamoul et en kannada.

## Biographie
Nithya Menen est née à Banashankari, Bangalore, de parents malayalis. Elle a étudié le journalisme à l'académie Manipal d'Enseignement Supérieur.

## Filmographie

### Au cinéma
- 2011 : Prevention Is Better Than No Cure (vidéo) : Student (voix)
- 2014 : GunaPadutha MuDiyadha NoYirkku VarumMun KaaPadhe NalLadhu (vidéo) : Student
- 2014 : Na Upaaya Se Kahin Behtar Hai Saavdhaani (vidéo) : Student
- 1997 : Chachi 420 : Child Artiste
- 2000 : Hey Ram : Vallabhai Patel's Daughter
- 2009 : Luck : Ayesha
- 2010 : Beyond the Snake
- 2011 : Anaganaga O Dheerudu : Priya
- 2011 : Dil Toh Baccha Hai Ji : Nikki H. Narang
- 2011 : Le Septième Sens (7aum Arivu) : Subha Srinivasan
- 2011 : Oh My Friend : Siri
- 2012 : 3 : Janani
- 2012 : Gabbar Singh : Bhagya Laxmi
- 2013 : Balupu : Shruti
- 2013 : Ramaiya Vastavaiya : Sona
- 2013 : D-Day : The Girl
- 2013 : Ramayya Vastavayya
- 2014 : Yevadu
- 2014 : Race Gurram : Bhavna
- 2014 : Aagadu : Dancer
- 2014 : Pooja : Divya
- 2015 : Tevar : Special Appearance
- 2015 : Gabbar is Back : Shruti
- 2015 : Srimanthudu : Chaaruseela
- 2015 : Welcome Back d'Anees Bazmee : Ranjana Shetty
- 2015 : Puli : Pavazhamani
- 2015 : Vedalam : Swetha
- 2016 : Rocky Handsome : Rukshida Kabir Ahlawat
- 2016 : Premam : Sithara
- 2017 : Katamarayudu
- 2017 : Behen Hogi Teri
- 2017 : Singam 3 : Vidya / Agni
- 2017 : Mersal : Aishwarya
- 2017 : Yaara
- 2017 : Bravo Naidu"Sabaash Naidu

### En tant que doublage
| Année | Film                        | Rôle   | Langue   | Notes         |
| ----- | --------------------------- | ------ | -------- | ------------- |
| 2013  | Gunde Jaari Gallanthayyinde | Shruti | Télougou | Doublage Voix |
| 2019  | Frozen 2                    | Elsa   | Télougou | Doublage Voix |

## Web-série
| Année | Série                     | Rôle          | Langue | Notes              |
| ----- | ------------------------- | ------------- | ------ | ------------------ |
| 2020  | Breathe: Into the Shadows | Abha Sabarwal | Hindi  | Amazon Prime Video |

## Discographie
| Année | Chanson                           | Film                        | Langue    | Compositeur               | Notes                   |
| ----- | --------------------------------- | --------------------------- | --------- | ------------------------- | ----------------------- |
| 2010  | "Payasa"                          | Aidondla Aidu               | Kannada   | Abhijit-Joe               |                         |
| 2011  | "Edo Anukunte"                    | Ala Modalaindi              | Télougou  | Kalyani Malik             |                         |
| 2011  | "Ammammo Ammo"                    | Ala Modalaindi              | Télougou  | Kalyani Malik             |                         |
| 2012  | "Oh Priya Priya"                  | Ishq                        | Télougou  | Anoop Rubens              |                         |
| 2012  | "Payasam"                         | Poppins                     | Malayalam | Ratheesh Vegha            |                         |
| 2013  | "Arere Arere"                     | Jabardasth                  | Télougou  | S. Thaman                 |                         |
| 2013  | "Doore Doore Neengi"              | Natholi Oru Cheria Meenalla | Malayalam | Abhijith                  |                         |
| 2013  | "Modala Maleyante"                | Myna                        | Kannada   | Jassie Gift               | Chanteuse solo          |
| 2013  | "O Premada Poojari"               | Myna                        | Kannada   | Jassie Gift               | Duo avec Shreya Ghoshal |
| 2013  | "Thu Hi Rey"                      | Gunde Jaari Gallanthayyinde | Télougou  | Anoop Rubens              |                         |
| 2013  | "Hi my name is malini"            | Malini 22 Palayamkottai     | Tamoul    | Arvind & Shankar          |                         |
| 2013  | "Kanneer Thulilye (Duet)"         | Malini 22 Palayamkottai     | Tamoul    | Arvind & Shankar          |                         |
| 2013  | "Madharthamma (Immigrant Mix)"    | Malini 22 Palayamkottai     | Tamoul    | Arvind & Shankar          |                         |
| 2013  | "Hi my name is malini"            | Malini 22                   | Télougou  | Arvind & Shankar          |                         |
| 2013  | "Navve Kaluva (Duet)"             | Malini 22                   | Télougou  | Arvind & Shankar          |                         |
| 2013  | "Yennali (Immigrant Mix)"         | Malini 22                   | Télougou  | Arvind & Shankar          |                         |
| 2015  | "Paalnilaa : Lets Do the Dandiya" | Rockstar                    | Malayalam | Prashant Pillai           |                         |
| 2016  | "Laalijo"                         | 24                          | Télougou  | A. R. Rahman              |                         |
| 2016  | "Hrudayam Kannulatho"             | 100 Days of Love            | Télougou  | Govind Menon              |                         |
| 2018  | "Va Va Vo"                        | Mohanlal                    | Malayalam | Tony Joseph Pallivathukal |                         |
| 2021  | "Thiruppavai"                     | Margazhi Thingal            | Tamoul    | Ravi G                    |                         |

## Récompenses et distinctions
- 2011 : Nandi Awards de la meilleure actrice pour Ala Modalaindi
- 2013 : Filmfare Awards South de la meilleure actrice en télougou pour Gunde Jaari Gallanthayyinde